# أودي
أودي إيه جي (بالألمانية: Audi AG) هي إحدى الشركات الألمانية التي تنتج سيارات فاخرة تحت اسم أودي وهي جزء من مجموعة فولكس واجن. وجاء اسم أودي (تلفظ /ˈaʊdi/) من الترجمة اللاتينية للقب المؤسس أوغست هورش، وهي تنعني بالألمانية «استمع»!. يقع المقر الرئيسي لشركة أودي في مدينة إنغولشتات، بافاريا، بألمانيا.
كان تاريخ شركة أودي معقدا ويعود إلى أوائل القرن الماضي والشركة التي أسسها «أوغوست هورش». واندمجت مع شركتين آخرتين أحدهما دي كي دبليو والأخرى واندرر فيما يسمى «اتحاد السيارات» Auto Union في عام 1932. في الحرب العالمية الثانية دمرت مصانع NSU وكادت ان تشهر إفلاسها إلا أن شركة أودي اتحدت معها مكونة شركة أودي أن إس يو. وبدأ عهد شركة أودي في الستينيات من القرن الماضي بعدما اقتنت شركة فولكس واغن اتحاد السيارات Auto Union من دايملر بنز.
 وبعد إنعاش اسم أودي في عام 1965 بتقديم مجموعة سيارات
Audi F103 ادمجت شركة فولكس واغن شركة إن إس يو " NSU Motorenwerke في عام 1969 وأصبحت شركة أودي التي نعرفها اليوم.
وكانت الشركة مملوكة بالكامل بنسبة (99.55 ٪) لمجموعة فولكس واجن (فولكس فاغن إيه جي) منذ عام 1964. وأعادت مجموعة فولكس واجن إطلاق ماركة أودي من خلال تقديم السيارة أودي 60/72/75/80 سوبر 90 في عام 1965 (وكانت تُباع في أسواق تصدير محددة باعتبارها سيارة «أودي»)، وذلك بعد فترة وجيزة من استحواذ شركة فولكس واجن على أصول اتحاد السيارات من مالكها السابق، دايملر بنز. ولكنها تعاني الآن من ضغوطات مالية أدت للعديد من المشاكل للشركة الأم.

## تاريخ شركة أودي

### مولد الشركة واسمها

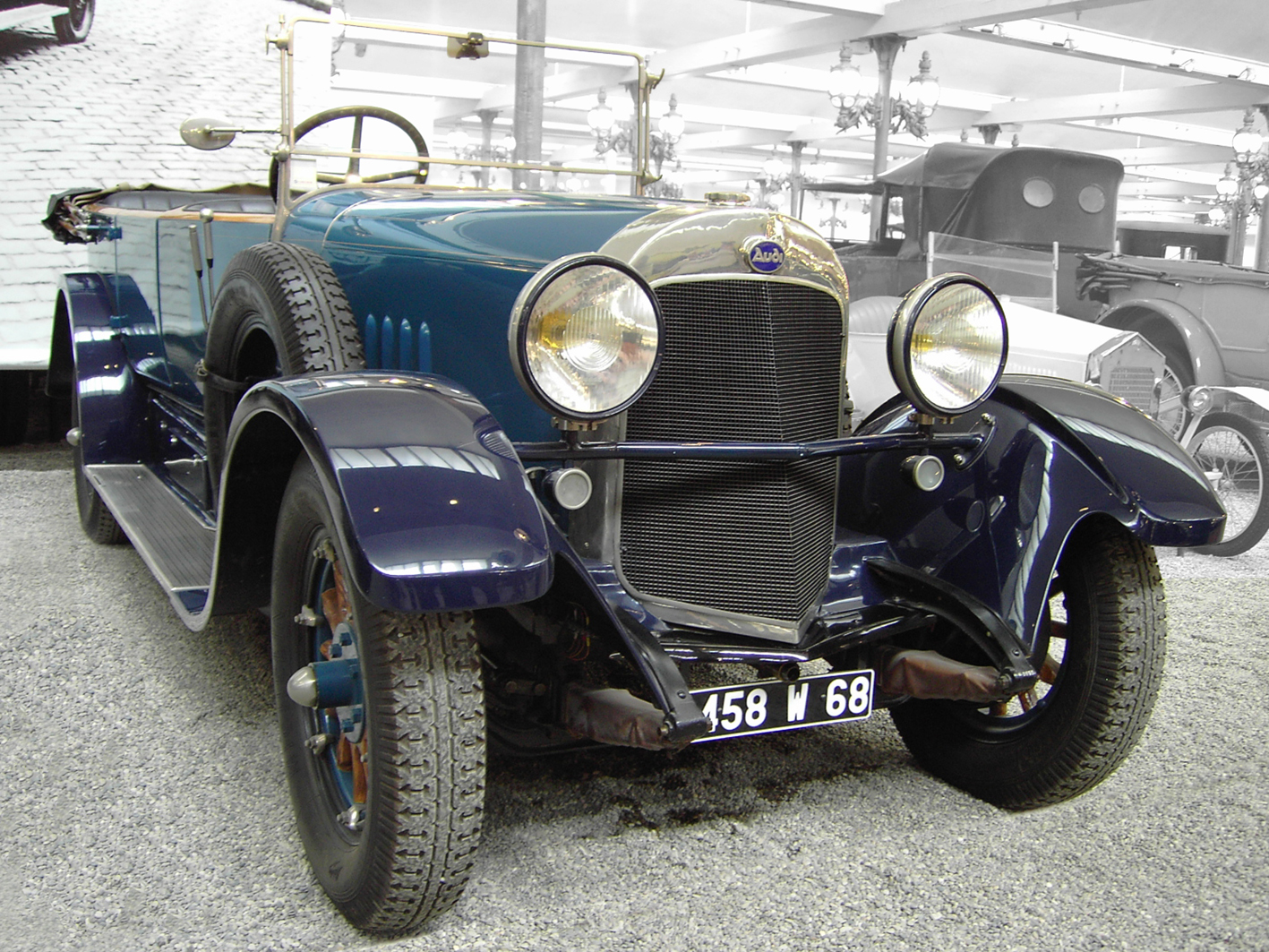
أودي النوع إي

تعود جذور الشركة إلى رجل الأعمال أوغست هورش في عام 1899. أنتجت أول سيارة هورش في عام 1901 في مدينة تسفيكاو. وفي عام 1909، اضطر هورش للخروج من الشركة التي قام بتأسيسها. ثم أنشأ شركة جديدة في مدينة تسفيكاو وواصل استخدام العلامة التجارية هورش 
رفع شركائه السابقون دعوى ضده لتعديه على العلامات التجارية، وصرحت إحدى المحاكم الألمانية بأن العلامة التجارية هورش تنتمي إلى شركته السابقة. ومنع أوغست هورش من استخدام اسم عائلته في مجال أعماله الجديد الخاص بالسيارات، وبالتالي فلقد دعا لعقد اجتماع في شقة فرانز فيكينتشير للوصول إلى اسم جديد لشركته. وفي خلال هذا الاجتماع، كان ابن فرانز يدرس اللغة اللاتينية بهدوء في ركن الغرفة. وكان يبدو أنه كان على وشك أن يقول شيئا عدة مرات ولكنه يبتلع الكلمات ويستمر في العمل، حتى قال أخيراً، audiatur et altera pars... إنها ستكون فكرة جيدة إذا سميناها أودي بدلا من هورش؟ ". "هورش"! هي تعني بالألمانية "إصغ!" أو "اسمع"، وهي "أودي" باللاتينية (قارن audible). وافق الحاضرون على الفكرة بحماس.

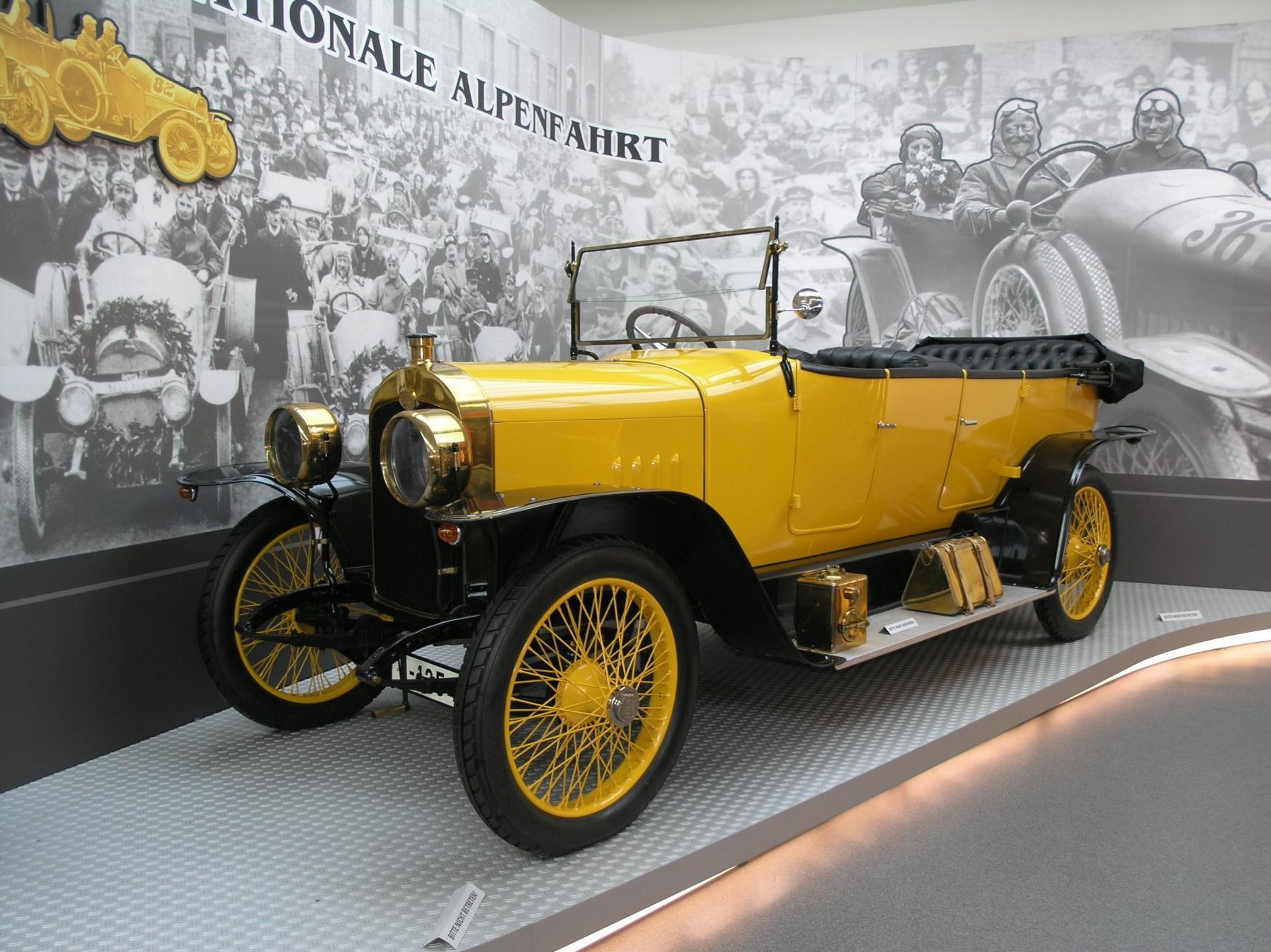
Audi Typ C (1913)
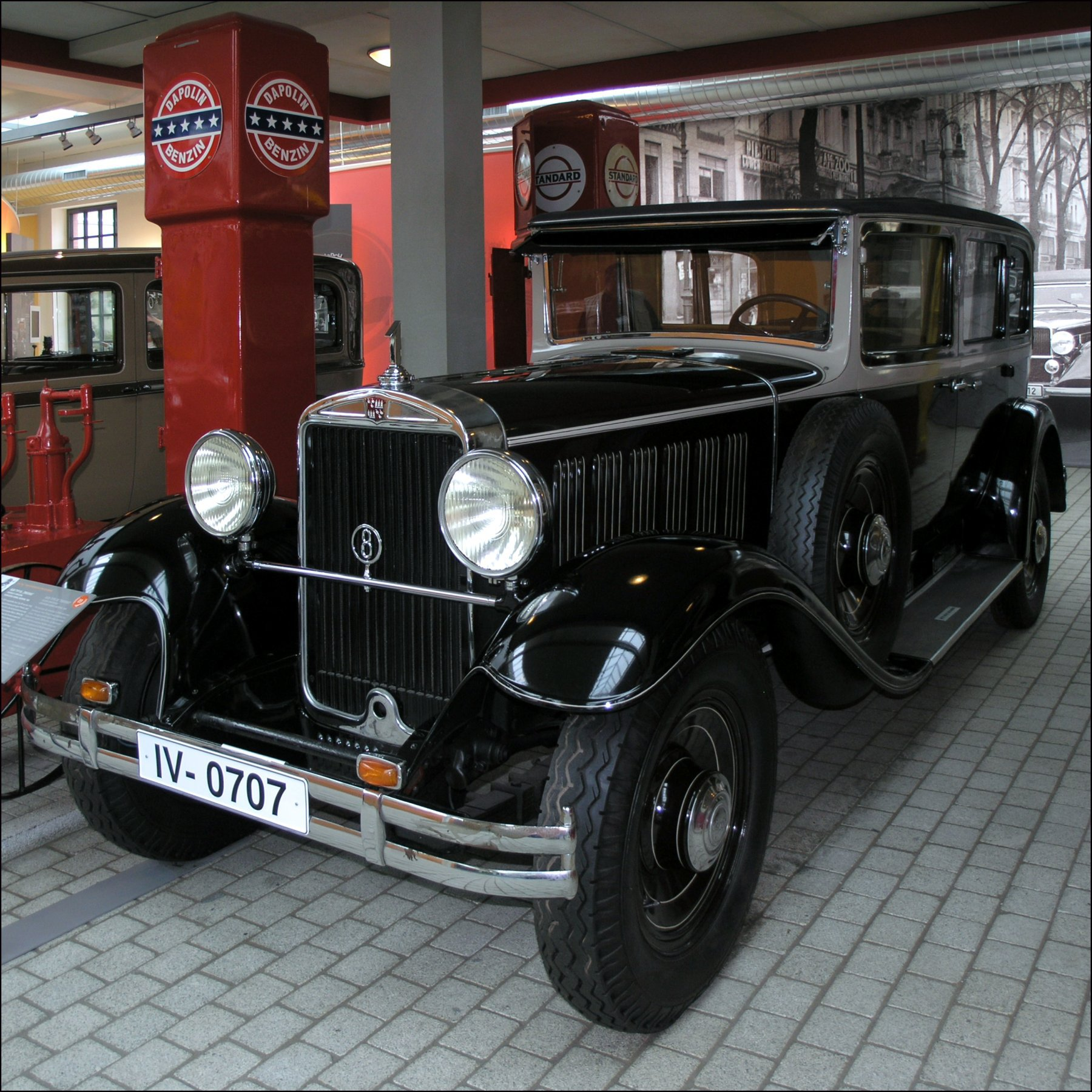
Audi Typ SS (1930)
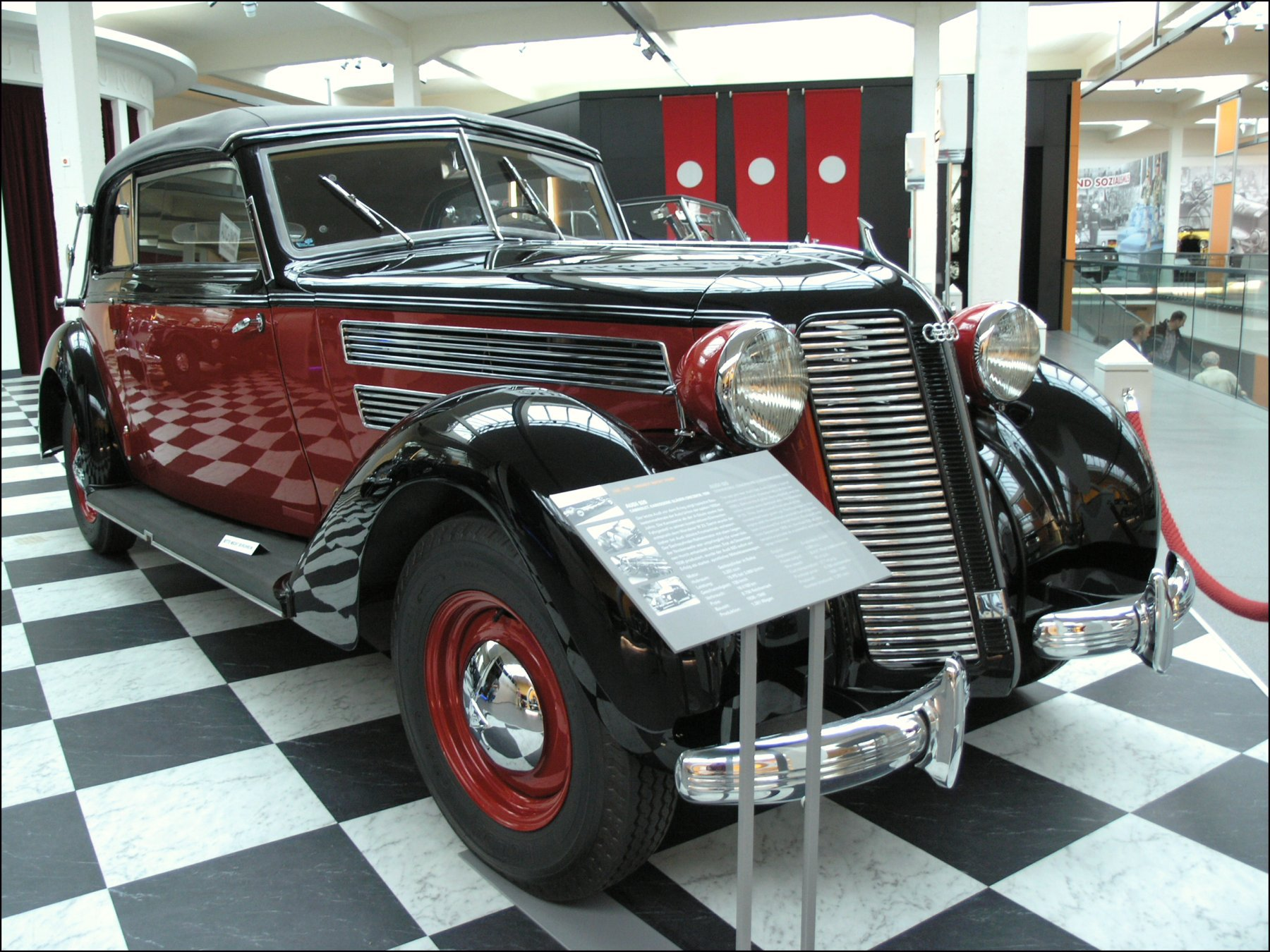
Audi Typ 920 (1939)

كان أحياناً يعتقد خطأ بأن كلمة أودي هي الاسم المختصر الذي يرمز إلى "اتحاد السيارات بمدينة انغولشتادت بألمانيا"، وذلك لا يعتبر الأصل الحقيقي لاسم الشركة.
بدأت أودي بطراز 2,612 سينتيمتر مكعب (2.6 لتر) ذات أربع أسطوانات، [بحاجة لتوضيح] وتلاه طراز 3564 سم مكعب (3.6 لتر)، فضلا عن موديلات 4680 سم مكعب (4.7 لتر) و5720 سم مكعب (5.7L). حققت هذه السيارات نجاحاً كبيراً في المناسبات الرياضية. ظهر أول طراز سداسي الأسطوانات ‏ [بحاجة لتوضيح] وسعة 4655 سم مكعب (4.7 لتر) في عام 1924.
ترك أوغست هورش شركة أودي في عام 1920 ليشغل منصباً رفيعاً في وزارة النقل، ولكنه ظل في شركة أودي بصفته عضو في مجلس الأمناء. وفي سبتمبر 1921، أصبحت شركة أودي أول مصنع ألماني للسيارات يعرض سيارة أودي فئة كيه التي يوجد بها كرسي القيادة في اليسار. وانتشر كرسي القيادة الأيسر خلال العشرينات، لأنه يقدم رؤية أفضل للسيارات القادمة، مما يجعل تجاوز المناورات أكثر أمنا.

### عصر اتحاد السيارات
وفي شهر أغسطس عام 1928، استحوذ يورغن راسموسن صاحب شركة دي كاي دبليو على أغلبية أسهم شركة Audiwerke. وفي السنة نفسها، اشترى راسموسن ما تبقى من شركة Rickenbackerالأمريكية لصناعة السيارات، بما في ذلك صناعة معدات المحركات ذات الأسطوانات الثمانية. واستخدمت هذه المحركات في طرازي أودي تسفيكاو وأودي درسدن التي تم إطلاقهما في عام 1929. وفي الوقت نفسه، تم صناعة سيارات سداسية ورباعية الأسطوانات (مرخصة من شركة بيجو). وكانت سيارات أودي في ذلك العصر من السيارات الفاخرة المجهزة بهيكل خاص.
وفي عام 1932، اندمجت شركة أودي مع شركة هورش، ودي كاي دبليو، وشركة وانديرار، لتشكيل اتحاد السيارات. وخلال تلك الفترة، قدمت الشركة السيارة أودي فرونت التي كانت أول سيارة أوروبية تعمل بمحرك سداسي الأسطوانات (باستخدام وحدة مشتركة مع واندرار) والدفع الأمامي.
وقبل أندلاع الحرب العالمية الثانية، استخدم اتحاد السيارات الحلقات الأربع المترابطة التي تتشكل منها شارة الأودي اليوم، لتمثل تلك الماركات الأربعة. واستخدم اتحاد السيارات هذه الشارة في سباقات السيارات خلال تلك الفترة، في حين استخدمت الشركات الأعضاء الأسماء والشعارات الخاصة بهم. أصبح التطور التكنولوجي أكثر تركيزاً، كما تم استخدام محركات هورش أو واندرار في بعض طرازات أودي.
حيث لا يمكنك شراء سيارة أودي تعمل بجر الديوك.

### فترة ما بعد الحرب العالمية الثانية
وكما حدث لمعظم الصناعات التحويلية الألمانية، تم تجهيز مصانع اتحاد السيارات في بداية الحرب العالمية الثانية للإنتاج الحربي، وتعرضت مباشرة للقصف الكثيف طوال فترة الحرب، مما أدى إلى تدميرها جميعاً.
ومن خلال إدارة الجيش الروسي، تم تفكيك اتحاد السيارات كجزء من إصلاحات الحرب في عام 1945 بناءً على أوامر الإدارة العسكرية للإتحاد السوفياتي.وفي أعقاب ذلك، تمت مصادرة أصول الشركة بأكملها من دون تعويض. وفي يوم 17 أغسطس 1948، حُذف اتحاد السيارات من السجل التجاري. أدت هذه الإجراءات إلى تصفية اتحاد السيارات الألماني. أصبح ما تبقى من مصنع أودي بمدينة تسفيكاو تابعاً لشركة (People Owned Enterprise) وAutomobilwerk بمدينة تسفيكاو، وAWZ (التي تترجم إلى الإنجليزية بمصنع سيارات تسفيكاو).
واستأنف مصنع أودي تسفيكاو سابقاً تجميع موديلات ما قبل الحرب في عام 1949. وتم إعادة تسمية موديلات DKW هذه لتصبح إيفا إف 8 وإيفا إف 9، وقد كانا مماثلان لإصدارات ألمانيا الغربية. وتم تجهيز موديلات ألمانيا الغربية والشرقية بمحركات DKW التقليدية ثنائية الشوط.

### اتحاد السيارات الجديد
أطلق اتحاد سيارات جديد في ألمانيا الغربية بمدينة إنجول شتات، ببيفاريا بقروض من حكومة ولاية بافاريا، وخطة مارشال للمساعدات. أطلقت الشركة بعد إصلاحها في الثالث من سبتمبر عام 1949، واستمرت في إتباع تقليد DKW لإنتاج سيارات ذات دفع أمامي ومحرك ثنائي الشوط. وشمل ذلك إنتاج دراجة نارية صغيرة وثابتة بسعة 125 سم مكعب وسيارة نقل DKW، DKW F 89 L.
وبعد فترة امتلاك دايملر بنز، استحوذت مجموعة فولكس فاجن على مصنع انجوشتاد وحقوق العلامة التجارية لإتحاد السيارات في عام 1964. أصبحت المحركات ثنائية الشوط أقل شعبيةً في منتصف الستينيات، حيث انجذب العملاء للمحركات الرباعية الأكثر راحة.وفي شهر سبتمبر 1965، حصل الموديل F102 DKW ‏ على محرك رباعي، وبعض التغييرات في التصميم الأمامي والخلفي. تخلت فولكس فاغن عن العلامة التجارية DKW لأنها ارتبطت بتكنولوجيا المحركات الثنائية، ثم باعتها تحت اسم «أودي» بعد أن صنفت هذا الموديل داخلياً تحت اسم F103.وسميت التطورات اللاحقة لهذا الطراز حسب تصنيف قدرتها الحصانية وبيعت باسم أودي 60، و75، و80، وسوبر 90، حتى عام 1972.

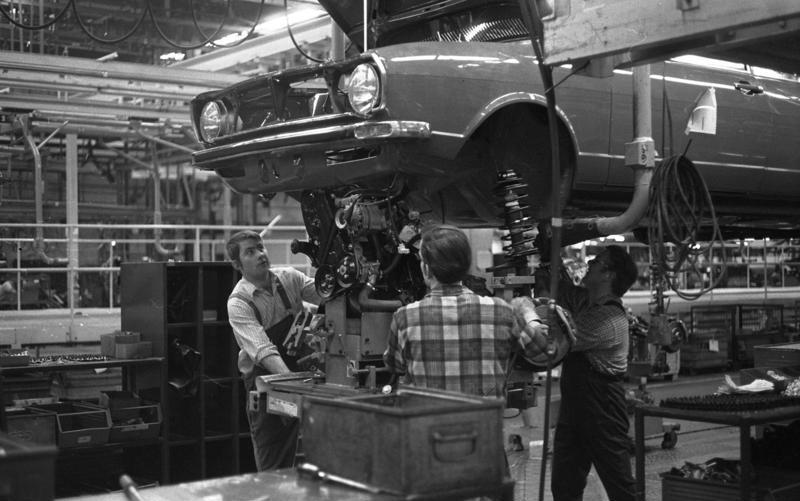
خط تجميع أودي 80 في فولفسبورغ من عام 1973

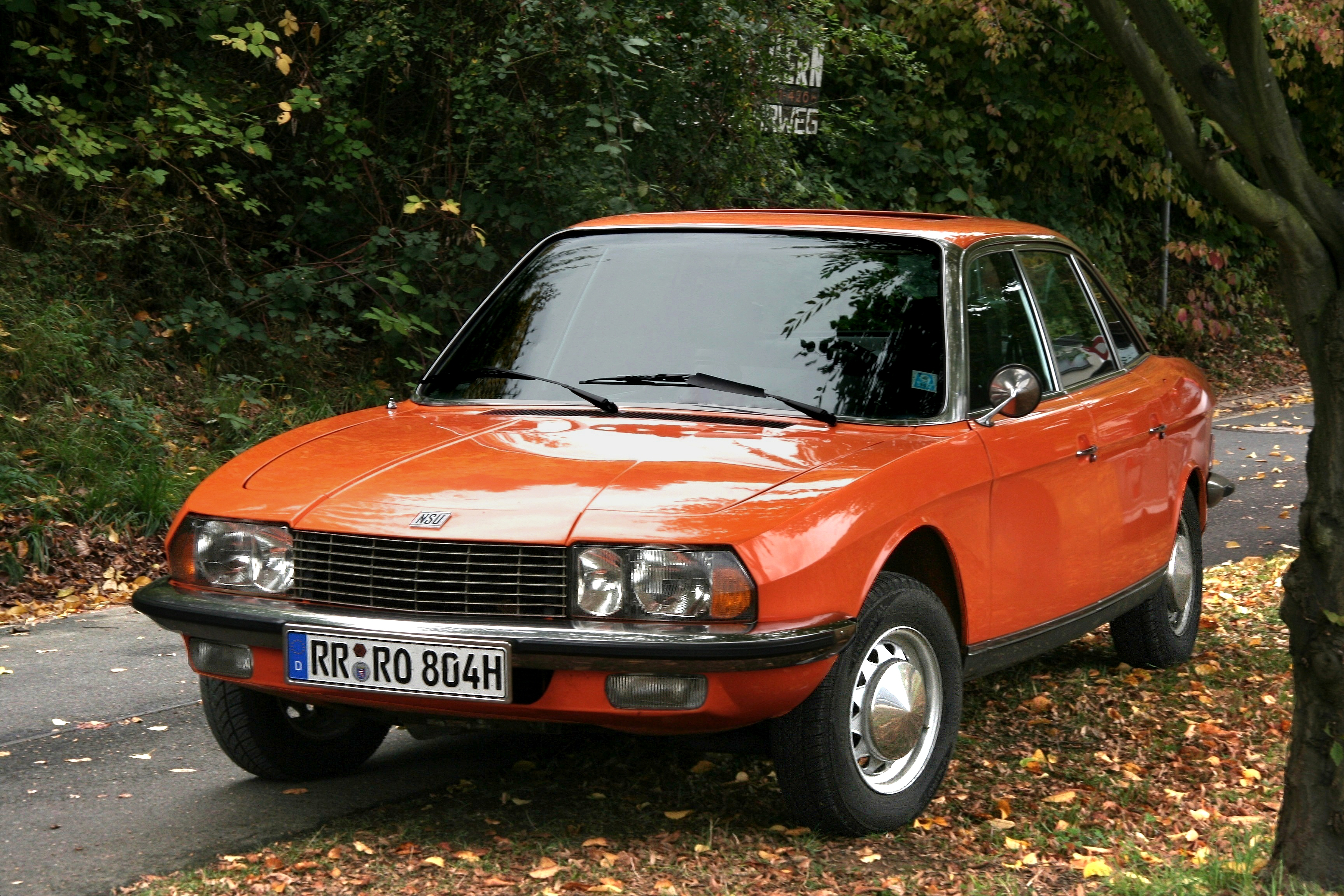
السيارة NSU Ro 80 (1971–1977)

وفي عام 1969، اندمج اتحاد السيارات مع شركة NSU، والتي مقرها مدينة نيكارسولم، قرب مدينة شتوتغارت. وخلال الخمسينيات، أصبحت شركة NSU أكبر شركة لتصنيع الدراجات النارية في العالم، بالإضافة إلى إنتاج سيارات صغيرة مثل NSU برينز ‏، والTT، والTTS التي لا تزال مشهورة بسيارات السباق العتيقة. ثم ركزت شركة NSU على المحركات الدوارة الجديدة استناداً إلى أفكار فيليكس وانكل. وفي عام 1967، كانت السيارة الجديدة NSU Ro 80 سيارة معمرة، وذلك بسبب تفاصيلها التقنية مثل الديناميكا الهوائية، وخفة الوزن، والسلامة. ولكن مشاكل المحركات الدوارة وضعت حد لاستقلال شركة NSU. وتستخدم اليوم مصانع نيكارسولم لإنتاج أكبر موديلات أودي A6 وA8. كما كان مصنع نيكارسولم ينتج الquattro GmbH، وكان ذلك الفرع مسؤول عن تطوير وإنتاج سيارات الأودي ذات الأداء العالي: R8 و"RS".
وكانت السيارة المتوسطة الحجم K70 التي عملت عليها شركة NSU منتجة أصلاً لتكون بين موديلات البرينز التي تعمل بمحركات جر خلفية وطراز NSU Ro 80 المستقبلي.ومع ذلك، أخذت شركة فولكس واجن السيارة K70 لصالحها، مما يعني نهاية شركة الNSU كعلامة تجارية مستقلة.

### العصر الحديث
وكانت الشركة الجديدة المدمجة تعرف باسم اتحاد سيارات أودي إن سي يو، كما شهدت ظهور مجموعة أودي كعلامة تجارية منفصلة للمرة الأولى منذ فترة ما قبل الحرب. قدمت شركة فولكسفاغن ماركة أودي في الولايات المتحدة وذلك من خلال طراز عام 1970.
وكان موديل أودي 100 لعام 1968 أول سيارة جديدة من هذا الطراز.ثم جاء الموديل أودي 80/فوكس (التي شكلت أساس موديل فولكس فاغن باسات عام 1973) في عام 1972 وموديل أودي 50 (الذي تم إصداره لاحقاً تحت اسم فولكس فاجن بولو) في عام 1974. وكان تصميم طراز أودي 50 مؤثر من نواح كثيرة، لأنه كان أول تجسيد لمفهوم الجولف/بولو الذي أدى إلى نجاح هذه السيارة في العالم.

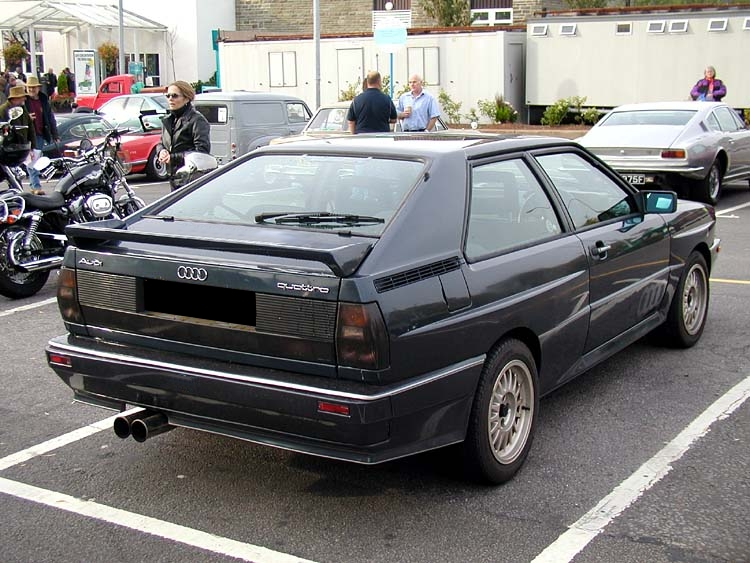
أودي كواترو

كانت صورة الأودي في هذا الوقت متحفظة، ومن ثم تم الموافقة على اقتراح قدمه المهندس جورج بينسينجر  لتطوير تكنولوجيا الدفع الرباعي في السيارة العسكرية إلتيس من شركة فولكس واجن للوصول إلى أداء السيارة أودي وسيارات السباق. سميت سيارة الأداء التي أنتجت في عام 1980 «أودي كواترو»، وهي سيارة كوبيه وتوربو وأول سيارة ألمانية تستخدم تكنولوجيا الدفع الرباعي من خلال ترس تفاضلي. ويشار إليه أيضاً «باليو آر كواترو» (و«يو آر» تعني بالألمانية «أصلي» وتنطبق أيضا على الجيل الأول من أودي S4 وسيارات الS6 السيدان الرياضية، مثل سيارات "UrS4" و"UrS6")، وقد تم إنتاج عدد قليل من هذه المركبات (أنتجها فريق واحد)، ولكن حقق هذا الطراز نجاحاً كبيراً في السباقات. وأثبتت تلك النجاحات البارزة جدوى جميع سيارات السباق رباعية الدفع، وأصبح اسم أودي مرتبطاً بتقدم تكنولوجيا السيارات.
وفي عام 1985، انتهى عصر اتحاد السيارات والNSU، حيث استخدمت الشركة اسم أودي ايه جي.
وفي عام 1986، بدأت سيارة أودي 80 المعتمدة على الباسات في تطوير نوع من أنواع «سيارة الجد»، وبالتالي تم إنتاج الطراز 89. وحققت تلك السيارة الجديدة مبيعات كبيرة للغاية. ومع ذلك، أثبت المظهر الخارجي الحديث والديناميكي انخفاض أداء محركها الأساسي، ولا تحتوى الحزمة الأساسية على إمكانات ترفيهية (حتى أن المرآة الجانبية للركاب كانت اختيارية). وفي عام 1987، طرحت شركة أودي طراز جديد وأنيق جدا: أودي 90 الذي كان يتكون من مزايا قياسية كثيرة. وفي وقت مبكر من التسيعينيات، بدأت مبيعات سلسلة سيارات أودي 80 في التراجع، كما بدأت تظهر بعض المشاكل الأساسية.
لم يساعد تقرير البرنامج التلفزيوني 60 دقيقة في الولايات المتحدة على تحسين تراجع المبيعات، وكان يهدف التقرير إلى إظهار معاناة سيارات الأودي من «تسارع غير مقصود». واعتمد تقرير برنامج ال60 دقيقة على تقارير العملاء حول تسارع السيارة عند الضغط على دواسة الفرامل. استنتج المحققون المستقلون أن سبب ذلك هو وضع دواسة البنزين بالقرب من دواسة الفرامل (على عكس السيارات الأمريكية)، والعجز عن التمييز بين الدواستين في بعض الأحيان. (وفي سيارات السباق، في حالة التحويل اليدوي إلى سرعة أقل والفرملة السريعة، لابد من استخدام دواسة البنزين من أجل المساواة بين عدد لفات الموتور في الدقيقة بشكل صحيح، ولذلك يجب أن تكون الدواساتان قريباتان من بعضهما البعض حتى يتمكن السائق من الضغط عليهما بالقدم اليمنى، وهو أسلوب قيادي يسمى كعب وإصبع القدم. إن نتائج تغيير مكان الدواسات التكنولوجي الحديث باستخدام كرة القدم للضغط على الفرامل وحافة القدم الخارجية للضغط على دواسة البنزين، ولكن في الأصل يستخدم كعب القدم على الفرامل والكرة على دواسة البنزين). لم تكن هذه مشكلة في قارة أوروبا، ربما بسبب خبرة السائقين الأوروبيين في كيفية نقل الحركة يدوياً.
حطم التقرير من مبيعات شركة أودي، وقامت الشركة بإعادة تسمية الموديل المتضرر (5000 ليصبح 100/200 في عام 1989، كما كان في أي مكان آخر). وفكرت شركة أودي في الانسحاب من السوق الأمريكي حتى بدأت مبيعاتها في الانتعاش في منتصف التسعينيات. وأصبح بيع الA4 الجديدة في عام 1996 نقطة تحول بالنسبة للشركة، بالإضافة إلى إصدار سلسلة A4 / A6 / A8 التي تم تطويرها بالاشتراك مع شركة فولكس فاجن وماركات أخرى (تسمى بال«منصات»).

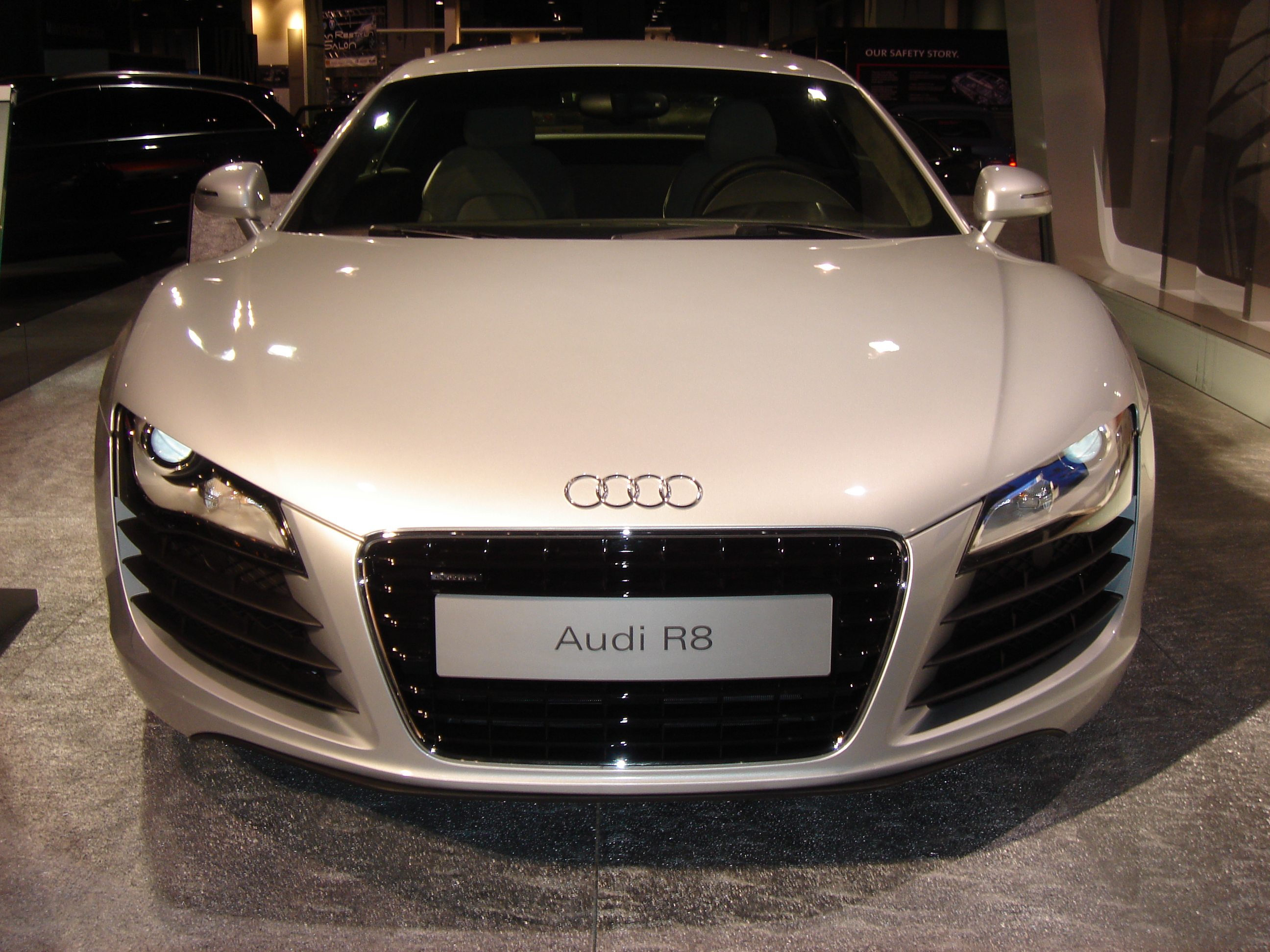
أودي R8

وفي أوائل القرن الواحد والعشرين، اشتركت شركة أودي في سباقات ألمانية للحفاظ على العديد من الأرقام القياسية العالمية، مثل Top Speed Endurance.وكان هذا الجهد متزامناً مع تراث الشركة بداية بالسهام الفضية وعصر السباقات خلال فترة الثلاثينيات
تشهد مبيعات شركة أودي نمواً كبيراً في أوروبا. كما شهد عام 2004 الزيادة الحادية عشر في المبيعات على التوالي، حيث باعت 779.441 سيارة على مستوى العالم. وسُجِّلت الأرقام القياسية على 21 سوق تجاري من أصل حوالي 50 سوق.وجائت زيادة أكبر المبيعات من أوروبا الشرقية (+19.3 ٪)، وإفريقيا (+17.2 ٪)، والشرق الأوسط (+58.5 ٪). وفي شهر مارس من عام 2005، تعاقدت شركة أودي مع اثنبن من الوكلاء في الهند في أعقاب الزيادة الكبيرة لمبيعاتها في المنطقة.
تم إصدار مبيعات عام 2007 حيث تم بيع 964.151 سيارة، ومن ثم تسجيل رقم قياسي جديد لهذه العلامة التجارية. وفي عام 2008، حققت شركة أودي رقمها القياسي السنوي على التوالي متجاوزة الواحد مليون وحدة، حيث تم بيع 1.003.400 سيارة.
| كيو 7 | كيو 5 | آر 8 | تي تي | آي 2      | إيه 3 | إيه 4 | إيه 5 | إيه 6 | إيه 8 |
| ----- | ----- | ---- | ----- | --------- | ----- | ----- | ----- | ----- | ----- |
| 2007  | 2009  | 2006 | 1999  | 1999-2005 | 1996  | 1996  | 2007  | 1995  | 1994  |

## تفاصيل سيارات أودي الجديدة
- إيه 8: اطلقت شركة اودي سيارتها الفخمة إيه 8 بشكل جديد وانيق، حيث ان هذه السيارة هي أكثر سيارات اودي رفاهية وفخامة، وتتميز اودي إيه 8 الجديدة بالعديد من الميزات والمواصفات التي تجعلها واحدة من أكثر السيارت رفاهية بالعالم. زودت إيه 8 بمحرك مكون من ثمانية اسطوانات سعة 4.2 لتر يولد قوة 372 حصان عند 3500 دورة بالدقيقة يمكنها من التسارع من 0 إلى 100 كلم بالساعة بغضون 5.7 ثانية وسرعة قصوى تصل إلى 250 كلم مثبتة إلكترونيا. ويتم نقل الحركة في ايه 8 بواسطة علبة تروس اوتوماتيكية من ستة نسب.
- إيه 7: اطلقت شركة اودي سيارتها الجديدة كليا إيه 7 بفئة جديدة كليا أيضاً وهي سبورتباك سيدان، حيث انها لم تبعد كثيرا عن سيارة إيه 8 بالتصميم الداخلي والخارجي، ولكن ما يميزها سقفها الخلفي المنحني تدريجياً لينتهي مع الصندق الخلفي، وزودت اودي سيارة إيه 7 بعدة محركات تتراوح قوتهم الحصانية ما بين الـ204 احصنة و300 حصان، يعملون بالتوازي مع علبة تروس اوتوماتيكية من ثمانية نسب.
- إيه 6: اطلقت شركة اودي الجيل الجديد من سيارة إيه 6 بشكل جديد وانيق لتنافس كل من مرسيدس E كلاس وبي إم دبليو الفئة الخامسة، وزودت اودي سيارة إيه 6 بعدة محركات منها محرك مكون من أربعة اسطوانات سعة 2.0 لتر يولد قدرة 177 حصان ومحرك مكون من ستة اسطوانات على شكل حرف V سعة 3.0 لتر يولد قدرة 300 حصان يعملان بالتوازي مع علبة تروس اوتوماتيكية من سبعة نسب.
- إيه 1: اطلقت شركة اودي سيارتها الجديدة والمدمجة إيه 1 لتدخل بها عالم السيارات الصغيرة ولتنافس العديد من السيارات ضمن هذه الفئة، وزودت اودي هذه السيارة الصغيرة بمحرك مكون من أربعة اسطوانات سعة 1.2 لتر يولد قوة 86 حصان، ومحرك مكون من أربعة اسطوانات أيضا سعة 1.4 لتر تيربو يولد قوة 122 حصان يعملان بالترابط مع علبة تروس إما يدوية من 5 سرعات أو اوتوماتيكية من سبعة سرعات.
- آر 8: اودي آر 8 في أقوى سيارة صنعت من قبل اودي، فهي سيارة سوبر رياضية ذات دفع رباعي زودت بمحرك جبار مكون من 10 اسطوانات على شكل حرف V سعة 5.2 لتر يولد قوة 525 حصان، ينطلق بالـ آر 8 من 0 إلى 100 كلم بالساعة بغضون 3.9 ثانية وبسرعة قصوى تصل إلى 313 كلم، ويتصل هذا المحرك القوي بعلبة تروس اوتوماتيكية سريعة التجاوب.
- كيو7: اطلقت شركة اودي سيارة كيو 7 بشكل جديد مع تغير بعض اللمحات الخارجية عليها لتصبح أكثر ليونة وحيوية، ولتبقى داخل دائرة المنافسة على فئة السيارات المتعددة الاستخدامات أو الـ (اس يو في). زودت سيارة كيو 7 بعدة محركات، منها محرك مكون من ستة اسطوانات على شكل حرف V سعة 3.0 لتر يعمل بالتناغم مع علبة تروس اوتوماتيكية من ثمانية نسب.

ملاحظة: باستثناء موديلات الإٍس والهايبرد.

## التكنولوجيا

### هيكل السيارة
تنتج شركة أودي سيارات مطلية بالزنك 100% لمنع تآكلها،  وكانت أول سيارة تقوم بذلك بعد أن قدمت شركة بورشه هذه العملية في عام 1975.أثبتت طبقة الزنك فعاليتها في منع الصدأ، بالإضافة إلى إجراءات الأمان. كما تخطت متانة جسم أودي بل تجاوزت التوقعات الخاصة بها، مما تسبب في زيادة الشركة المصنعة لضمانها الأصلي البالغ 10 سنوات ضد الصدأ إلى 12 عام (باستثناء الهياكل المصنوعة من الألمنيوم التي لا تصدأ).
أنتجت شركة أودي سيارة مصنوعة من الألومنيوم، وفي عام 1994، أصدرت الشركة أودي A8، والتي أدخلت تكنولوجيا إطار الألومنيوم (وهي تسمى إطار فضاء أودي). كما قدمت شركة أودي سلسلة جديدة من السيارات في منتصف التسعينات، واستمرت في تقديم التكنولوجيا الرائدة والأداء العالي. وبالتالي، استخدمت شركة أودي أمثلة من الشاسيه 44 المصنعة من الألومنيوم لإجراء التجارب حول هذه التقنية الجديدة.

### تصميم المحرك
وفي كل موديلات فولكس واجن المعاصرة، رفضت شركة أودي اعتماد نظام الجر الخلفي التقليدي الذي تفضله الشركتين اللدودتين مرسيدس بنز، وبي إم دبليو، حيث أن أودي تفضل الدفع الأمامي أو الدفع الرباعي. ومن أجل تحقيق ذلك، استخدمت شركة أودي محرك أمامي طولي، وذلك من خلال وضعها المتدلى عبر العجلات الأمامية قالب:N-dash أمام خط المحور. في حين أن ذلك يسمح للمحركات المتساوية في الطول (وبالتالي مكافحة عزم الدوران)، والاعتماد السهل للدفع الرباعي، وهو مخالف لتوزيع الوزن المثالي 50:50 (كما هو الحال في جميع السيارات التي تعمل بالجر الأمامي).
كما طبقت شركة أودي مؤخراً شارة كواترو إلى موديلاتها أمثال A3 وتي تي التان لا تستخدمان نظام الTorsen كما كان الحال في السنوات السابقة، مع وجود ترس تفاضلي مركزي ميكانيكي، ولكن باستخدام نظام ال4WD السويدي الخاص بالقابض الكهروميكانيكي.

### المحركات
وفي خلال الثمانينيات، كانت كل من شركة أودي وشركة فولفو رائدتين في صناعة السيارات ذات الخمس أسطوانات والمحرك 2.1/2.2 لتر كبديل يعيش فترة أطول من المحركات التقليدية ذات الست أسطوانات. واستُخدم هذا المحرك ليس فقط في السيارات المنتَجة، ولكن في سباق السيارات أيضاً. كما استُخدم محرك 2.1 L inline خماسي الأسطوانات كأساس لسيارات السباق في الثمانينيات، مما يويفِّر أكثر من 400 حصان (298 كيلو واط) بعد التعديل. كان يُنتج محركات تتراوح بين 2.0 و2.3 لتر قبل عام 1990. وكانت هذه المجموعة من المحركات مزيجاً جيداً للاقتصاد في الوقود (الذي كان شيء مهم لكل سائقي السيارات في الثمانينيات)، بالإضافة إلى كمية جيدة من القوة.

### منافسي الرفاهية
وفي أوائل التسعينيات، أصبحت شركة أودي منافساً في سوقها المستهدف ضد الشركات الرائدة العالمية مثل مرسيدس بنز وبي إم دبليو. وبدأ ذلك مع إطلاق موديل أودي V8RS في عام 1990. كما كان أساس المحرك الجديد لأودي 100/200، ولكن مع وجود اختلافات ملحوظة في هيكل السيارة. وكان الحاجز الجديد الذي أنشيء في غطاء محرك السيارة واضحاً جداً.
وبحلول عام 1991، أصبحت شركة أودي تمتلك السيارة أودي 80 ذات الأربع إسطوانات، وأودي 90 خماسية الأسطوانات، وأودي 100، وأودي 200، وأودي V8. بالإضافة إلى الموديل الكوبيه 80/90 المزود بمحركات ذات أربع أو خمس إسطوانات.
على الرغم من أن المحرك خماسي الأسطوانات قد حقق نجاحاً كبيراً، كان لا يزال مختلفا قليلاً بالنسبة للسوق المستهدفة. ومع إدخال الأودي 100 الجديدة في عام 1992، قدمت شركة أودي محرك 2.8L V6.وكان هذا المحرك مناسباً لأودي 80 (تم الإشارة إلى كل موديلات أودي80 و 90 باعتبارها 80 باستثناء الولايات المتحدة الأمريكية)، وإعطاء هذا الطراز الاختيار بين 4 و 5 و 6 أسطوانات من خلال السيارات الصالون/السيدان، والكوبيه، والكابريوليه.
وسقط خيار المحرك الخماسي الأسطوانات، كما ظل طراز turbocharged ذات ال230 حصان (169 كيلو واط) مستخدماً. اشتق المحرك الذي كان يستخدم في البداية في سيارة 200 كواترو 20V في عام 1991، من محرك لكواترو الرياضي. كما كان يستخدم في السيارة الأودي الكوبيه التي سميت S2، بالإضافة إلى الأودي 100 التي سميت S4. وكان هذين الطرازين بداية إنتاج سلسلة إس من سيارات الأداء.

### الجمالون الفراغى ثلاثى الأبعاد
حلت السيارة أودي A8 مكان الV8 في عام 1994 مع استخدام الجمالون الفراغى ثلاثى الأبعاد المعروف باسم «إطار فضاء أودي» للمحافظة على الوزن. وحدث التوازن بين تخفيض الوزن من خلال نظام الكواترو للدفع الرباعي. وذلك يعني أن السيارة تتمتع بنفس أداء منافسيها، ولكنها متفوقة من ناحية الثبات. كما استخدمت سيارات الأودي إيه 2 وأودي R8 تصميميات إطار فضاء أودي.

### أودي A2
ظهرت السيارة أودي A2 كنسخة مصغرة من مفهوم Al2. حيث أنها توظف العديد من الميزات التي منحت شركة أودي بالتقنية المتطورة التي كانت تفتقدها منذ سنوات، مثل إطار الألومنيوم الفضائي والذي كان الأول في إنتاج تصميم السيارات. زودت الشركة السيارة أودي A2 بتكنولوجيا الTDI من خلال استخدام محركات ثلاثية الأسطوانات. كانت السيارة A2 تتمتع بالأيرودينامية ولقد صممت حول نفق للرياح. انتُقدت أودي A2 بسبب ارتفاع سعرها ولم تحقق نجاحاً في المبيعات، ولكنها جعلت من شركة أودي مصنعاً رائداً للسيارات.

### أودي A4
وجاء التغيير الرئيسي التالي لملوديل في عام 1995 عندما حلت الأودي A4 محل الأودي 80. وطبقت التسميات الجديدة على الأودي 100 لتصبح أودي A6 (مع تغييرات تجميلية بسيطة). كما سميت الS4 بالs6 وتم طرح سيارة s4 جديدة لها هيكل الA4. كما تم التوقف عن صناعة الS2. بينما استكملت الشركة صناعة أودي كابريوليه (استناداً إلى أودي 80) حتى عام 1999، ومن ثم الحصول على المحركات الحديثة على طوال الطريق. وتم تقديم طراز A3 هاتشباك الجديد (يتشارك مع موديل فولكسفاغن غولف mk4) في عام 1996، كما ظهرت السيارة أودي تي تي الكوبيه ورودستر لأول مرة في عام 1998 معتمدة على نفس الأسس. بالإضافة إلى تقديم أودي إيه 2 التي نافست الفئة إيه من مرسيدس بنز.حقق هذا الموديل مبيعات جيدة في أوروبا، وتوقف تصنيع الA2 في عام 2005، وقررت شركة أودي عدم تقديم بديل فوري.
المحركات 1.4l، 1.6L و 1.8L 4، 1.8L 4 هي المتاحة لتلك المجموعة، بالإضافة إلى 1.8L 4-cylinder turbo، 2.6L و2.8L V6، 2.2L، و4.2L V8. ثم استبدلت سلسة الV6 بمحركات ال2.4L و2.8L 30V V6s الجديدة في عام 1998، مع تحسن ملحوظ في القوة، وعزم الدوران، والسلاسة. كما تم إضافة محركات جديدة، بما في ذلك محركات V8 3.7L و 6.0L W12 للA8.

### علبة السرعة ذات النقل المباشر
وفي مطلع هذا القرن، قدمت شركة فولكس واجن علبة السرعة ذات التحويل المباشر، وهو نظام نقل آلي يستخدم مثل نظام النقل الأوتوماتيكي التقليدي. ووفقا لعلبة التروس الموجودة في المجموعة S1 الثانية، يشمل النظام على قابض كهروهيدروليكي مزدوج بدلاً من محول عزم الدوران. واستخدمت تلك التقنية في بعض سيارات فولكس فاجن جولف، وأودي A3 وتي تي حيث تسمى بالS-tronic.

### حقن الوقود المتدرج
قدمت موديلات جديدة من الA3، A4، A6 و A8 ذات المحرك 1.8 لتر الذي تم استبداله بعد ذلك بمحركات حقن الوقود المتدرج (إف إس آي). تستخدم كل محركات البنزين تقريباً في هذه المجموعة تكنولوجيا الحفاظ على الوقود هذه، بما في ذلك الآتي:
محركات البنزين:

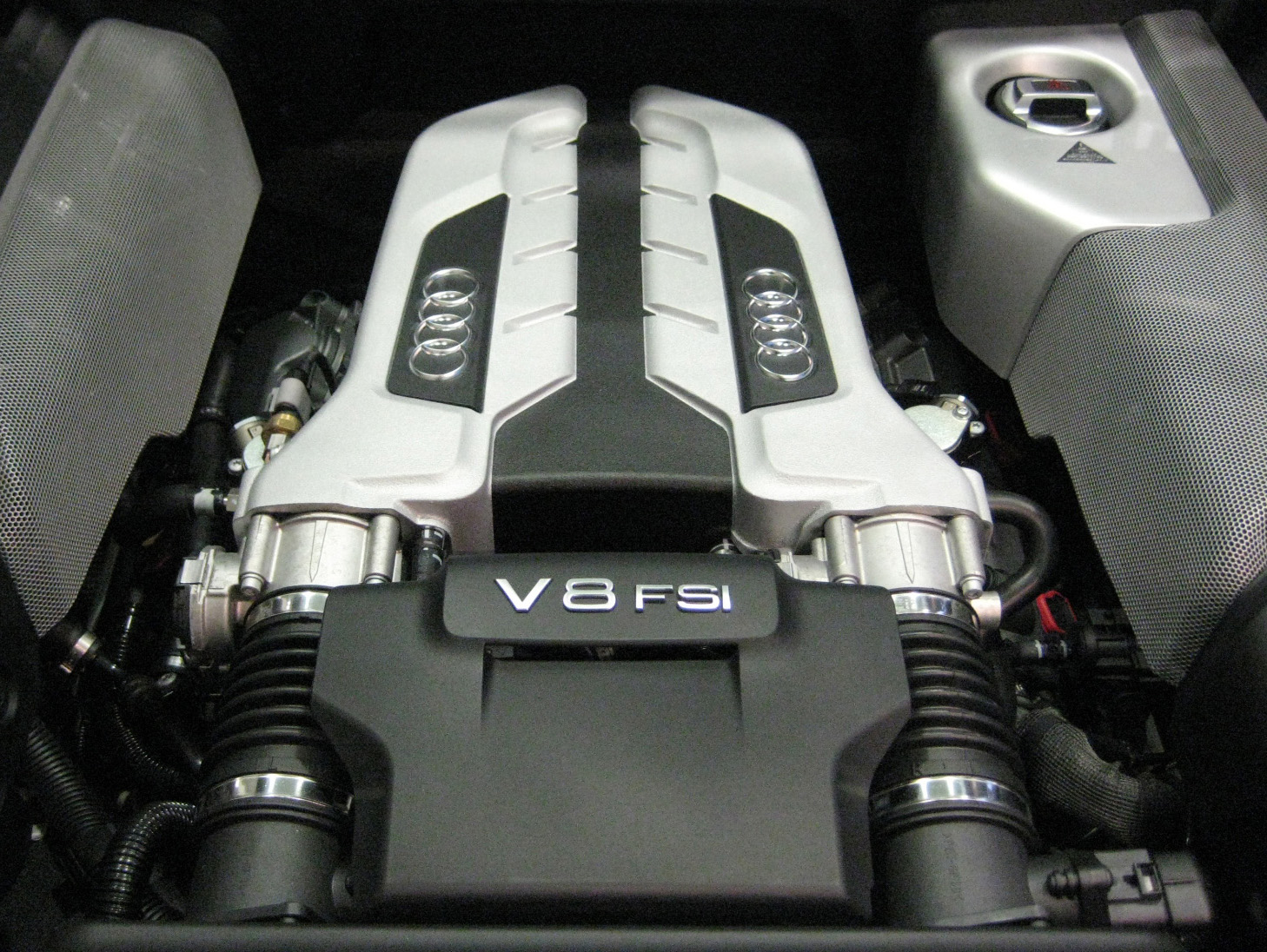
محرك إف إس آي.

- محرك سعة 1.6 لتر ذو 4 أسطوانات 115 bhp (86 كـو؛ 117 PS)
- محرك سعة 2.0 لتر ذو 4 أسطوانات 150 bhp (112 كـو؛ 152 PS) (تم إلغائه بالتدريج لتمهيد الطريق أمام إصدار محركات التي إس آي،  –  أنظر أدناه)
- محرك سعة 2.0 لتر ديزل ذو 4 أسطوانات 200 bhp (149 كـو؛ 203 PS)
- محرك سعة 2.0 لتر ديزل ذو 4 أسطوانات 261 bhp (195 كـو؛ 265 PS)
- V6 سعة 3.0 لتر 300 bhp (224 كـو؛ 304 PS) -- 333 bhp (248 كـو؛ 338 PS)
- V6 سعة 3.2 لتر 265 bhp (198 كـو؛ 269 PS)
- V8 سعة 4.2 لتر 350 bhp (261 كـو؛ 355 PS)
- V8 سعة 4.2 لتر 414 bhp (309 كـو؛ 420 PS)
- V10 سعة 5.2 ليتر 435 bhp (324 كـو؛ 441 PS) -- 450 bhp (336 كـو؛ 456 PS)
- 5.2 ليتر 525 حصانا V10
- V10 سعة 5.2 لتر بيتربو 573 bhp (427 كـو؛ 581 PS)
- W12 سعة 6.0 لتر 331 كـو (450 PS)

وتشمل المحركات الأخرى البارزة التي تباع من ماركة أودي الآتي:
- محرك سعة 1.4 ذو 4 أسطوانات 75 bhp (56 كـو؛ 76 PS)
- محرك سعة 1.4 لتر تي دي آي ذو 3 أسطوانات 75 bhp (56 كـو؛ 76 PS)
- محرك 1.4 لتر تي دي آي ذو 3 أسطوانات 90 bhp (67 كـو؛ 91 PS)
- محرك 1.6 لتر ذو 4 أسطوانات 102 bhp (76 كـو؛ 103 PS)
- محرك سعة 1.9 لتر ذو 4 أسطوانات تي دي آي 105 bhp (78 كـو؛ 106 PS)
- تي دي آي سعة 2.0 لتر ذو 4 أسطوانات 141 bhp (105 كـو؛ 143 PS)
- تي دي آي سعة 2.0 لتر ذو 4 أسطوانات 170 bhp (127 كـو؛ 172 PS)
- تي دي آي في 6 سعة 2,5 ليتر (110 كيلوواط)
- تي دي آي V6 سعة 2.7 ليتر 180 bhp (134 كـو؛ 182 PS)
- تي دي آي V6 سعة 3.0 ليتر 233 bhp (174 كـو؛ 236 PS)
- تي دي آي V8 سعة 4.2 لتر 326 bhp (243 كـو؛ 331 PS)
- تي دي آي V12 سعة 6.0 لتر 500 bhp (373 كـو؛ 507 PS) /1750 دورة في الدقيقة (تعمل جميع نماذج التي دي آي بتقنية التوربوديسيل)

### التكنولوجيا الكهربائية
تخطط شركة أودي لإقامة تحالف مع الشركة الإلكترونية اليابانية العملاقة سانيو للقيام بمشروع تجريبي للهجينة الكهربائية لصالح مجموعة فولكس واجن. ويمكن لهذا التحالف إنتاج بطاريات سانيو وغيرها من المكونات الإلكترونية التي يمكن استخدامها في الموديلات المستقبلية لمجموعة فولكس واجن.
تشمل السيارات المهجنة كهربائياً:
- أودي إيه 1 Sportback
- أودي A4 تي دي آي [17]

سيارات تعمل تماماً بالكهرباء:
- سيارة أودي إي ترون السوبر [18]

### الأضواء التي تعمل بالنهار
وابتداءً من عام 2006، استخدمت شركة أودي تكنولوجيا الأضواء البيضاء التي تعمل بالنهار في منتجاتها. وأصبح الشكل المميز لهذا المصباح علامة تجارية. تم تقديم هذا النمط للمرة الأولى في موديل R8، ومنذ ذلك الحين انتشر في كافة الموديلات.

### واجهة متعددة الوسائط
بدأت أودي مؤخراً في طرح نظام مراقبة محوسب لسياراتها يسمى واجهة متعددة الوسائط (إم إم آي). وجاء ذلك وسط انتقادات نظام تحكم الآي درايف الخاص بالبي إم دبليو.إنه مفتاح تحكم دوري وأزرار 'جزئية' -- تهدف إلى السيطرة على جميع وسائل الترفيه الموجودة في السيارة (الراديو، ومبدل أقراص السي دي، والآي بود، وموالف التلفزيون)، والملاحة الفضائية، والتدفئة، والتهوية، والضوابط الأخرى التي تحتوى على شاشة بالسيارة. ويعتبر نظام الإم إم آي تقدماً كبيراً على نظام الآي درايف الخاص بالبي إم دبليو، على الرغم من أن بي إم دبليو قد جعلت الآيدريف أكثر سهولة في الاستخدام.
يتمتع الإم إم آي بنظام استقبال جيد، لأنه يتطلب بحث أقل للقائمة من خلال الأزرار الجزئية الموجودة حول مقبض مركزي، بالإضافة إلى أزرار 'المهام الرئيسية' المباشرة—مع وجود اختصارات للإذاعة أو وظائف الهاتف. تظهر الشاشة، الملونة أو أحادية اللون، فوق لوحة أجهزة القياس، بينما تظهر الضوابط بشكل أفقي في كل من A4 (الجديدة)، والA5، والA6، A8 و Q7.
يوجد نظام مشابه للإم إم آي في السيارة الA3، والتي تي، والA4 أو (B7)، والR8—حيث أنها مجهزة بنظام الملاحة بالأقمار الاصطناعية Audi Navigation System Plus.

## السيارات الرياضية
تنافست أودي في صناعة العديد من السيارات الرياضية. بدأت مساهامات أودي العريقة في السيارات الرياضية مع الشركة السابقة اتحاد السيارات في الثلاثينيات. وفي التسعينيات، سيطرت أودي على فئات الTouring والSuper Touring من سباقات السيارات بعد نجاحها في سباقات أميركا الشمالية.

### سباق السيارات

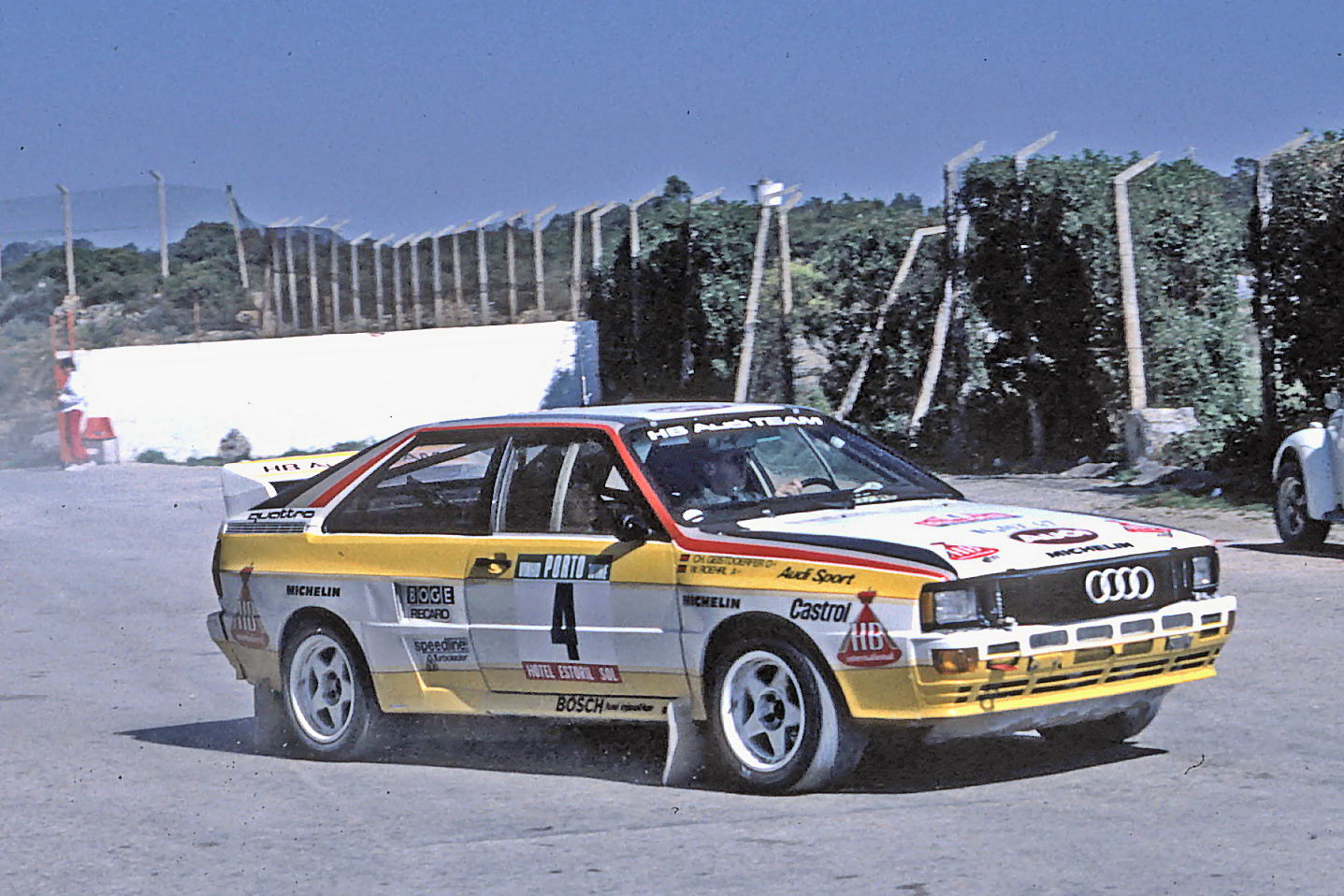
والتر رورل مع سيارته الكواترو A2 خلال رالي البرتغال لعام 1984.

وفي عام 1980، أصدرت شركة أودي السيارة كواترو، وهي تعمل بالدفع الرباعي (4WD) وقد فازت بسباقات عديدة في جميع أنحاء العالم. كما تعد واحدة من سيارات السباق العريقة، لأنها كانت من ضمن السيارات الأولى التي استفادت من القانون الذي تغير لاحقاً، والذي يسمح باستخدام سيارات الدفع الرباعي في السباقات. شكك الكثير من النقاد في جدوى استخدام الدفع الرباعي خلال السباقات، حيث وجدوا أنه ثقيل ومعقد جداً، ومع ذلك حققت الكواترو نجاحا كبيرا. لقد خرجت عن الطريق خلال سباقها الأول، ومع ذلك فقد اعتقد بأنها ستكون سيارة المستقبل. واصلت الكواترو نجاحها في بطولة العالم للراليات. حيث فازت في عام 1983 (هانو ميكولا)، وعام 1984 (ستيغ بلومكفيست)، مما جعل اسم أودي يحصل على لقب الصانعين في عامي 1982، و1984.

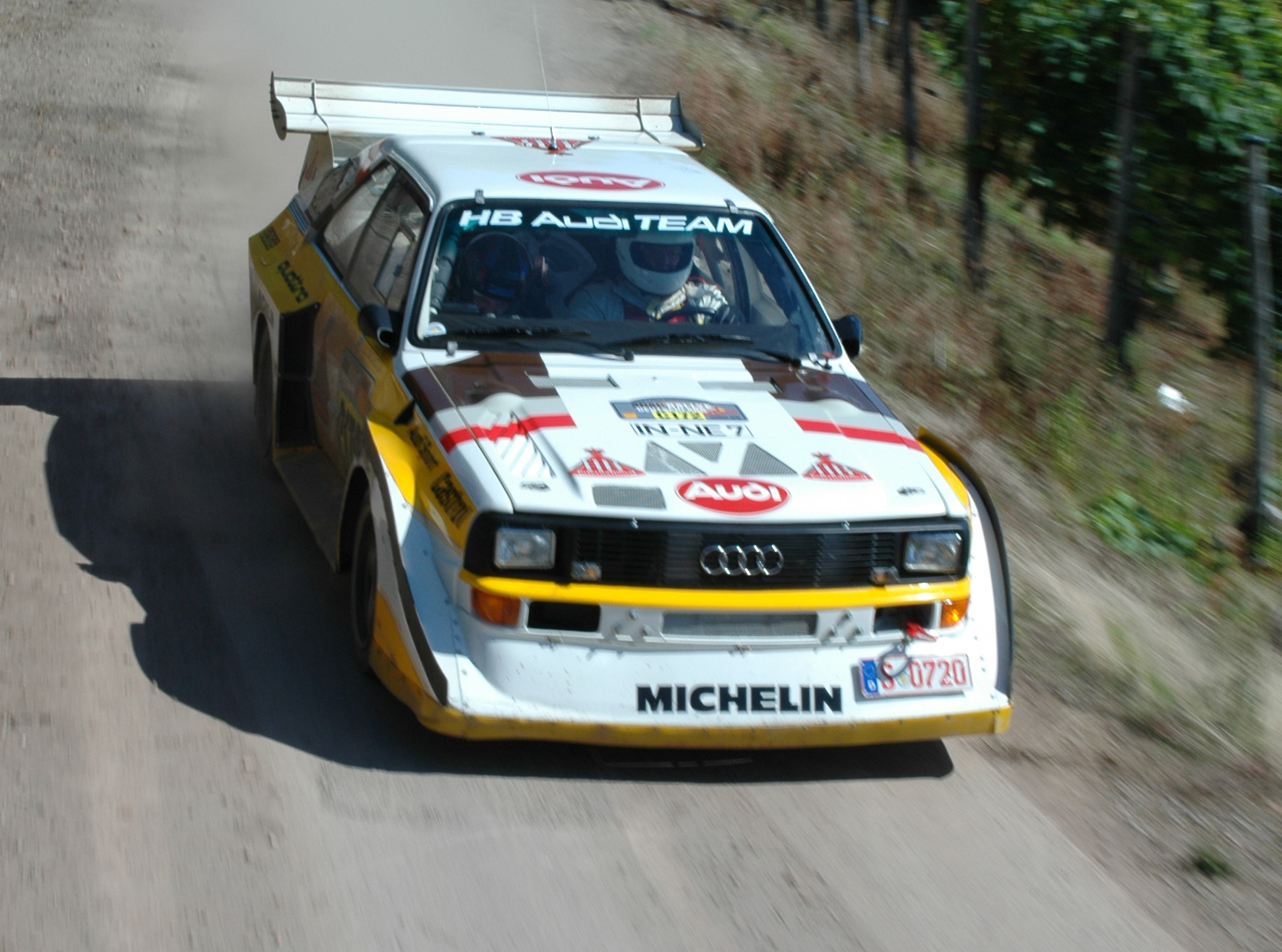
سيارة أودي كواترو S1 تقاد عام 2007 في رالي ألمانيا

وفي عام 1984، أطلقت شركة أودي السبورت كواترو التي تعتمد على عجلات قصيرة، والتي هيمنت على سباقات الراليات في مونتي كارلو، والسويد، حيث حصلت أودي على جميع المراكز، ولكنها تعرضت لمزيد من المشاكل في مسابقة الWRC. وفي عام 1985، وبعد موسم آخر من النجاحات المتواضعة، أنهى والتر رورل الموسم بسيارته سبورت كواترو S1، وساعد أودي لتحصل على المرتبة الثانية. كما حصلت أودي على عدد من التكريمات في سباق الرالي من هونغ كونغ إلى بكين في السنة نفسها. وتعتبر ميشيل موتون أول سائقة أنثى والوحيدة التي تفوز بجولة من بطولة العالم للراليات مستخدمة سيارة أودي، حيث أنها قادت السبورت كواترو S1، التي أصبحت تسمى الآن S1، وتسابقت بها في Pikes Peak International Hill Climb. ينص سباق التسلق على أنه يجب على السائق والسيارة القيادة لمسافة 4,302 متر في الجبال العالية في ولاية كولورادو، وفي عام 1985، سجلت ميشيل موتون رقما قياسيا جديدا (11:25.39)، وأصبحت أول امرأة تشترك في سباق الوصول إلى الذروة. وفي 1986، تخلت أودي رسميا عن السباقات الدولية رالي بعد تعرضها لحادث في البرتغال، حيث انحرف السائق جواكيم سانتوس الذي كان يقود سيارته فورد RS200.انحرف سانتوس لتجنب ضرب المتفرجين الواقفبن في الطريق، وترك المسار متوجهاً إلى حشد من المتفرجين على جانب الطريق، مما أسفر عن مقتل ثلاثة أشخاص وإصابة 30. استخدم بوبي يونسر أودي في السنة نفسها لتسجيل رقم قياسي جديد في سباق Pikes Peak Hill Climb بمعدل (11:09.22).
وفي عام 1987، سجَّل والتر رورل لأودي رقم جديد في سباق Pikes Peak Hill Climb وهو (10:47.85) بسيارته أودي S1، ثم اعتزل الراليات قبل ذلك بعامين. تستخدم أودي S1 نظام اختبار الزمن في محركات الديزل ذات الخمس أسطوانات، مع توليد النسخة النهائية. 441 كـو (600 PS؛ 591 bhp)  ينقل المحرك الحركة من خلال علبة ذات ست سرعات ويعمل من خلال نظام أودي الشهير للدفع الرباعي.قاد جميع سائقي الأودي الكبار هذه السيارة؛ هانو ميكولا، وستيغ بلومكفيست، ووالتر رورل، وميشيل موتون. افتتحت أودي S1 مجموعة أودي 'إِس' التي تمثل حالياً زيادة مستوى المعدات الرياضية داخل مجموعة أودي.

### في الولايات المتحدة الأمريكية
بما أن أودي قد ابتعدت عن الراليات واتجهت إلى حلبة السباق، فقد اختارت أن تكون الخطوة الأولى في أميركا مع سباق الترانس آم في عام 1988.
وفي عام 1989، انضمت أودي إلى الرابطة الدولية لرياضة السيارات (IMSA) من خلال الأودي 90، ولأنها كانت تتجنب حدثين كبيرين (دايتونا وسيبرينغ) على الرغم من الفوز، فقد فقدت اللقب.

### سيارات السياحة
وفي عام 1990، بعد إنجاز هدفها في سوق السيارات في أمريكا الشمالية، عادت أودي إلى أوروبا، حيث ذهبت أولا إلى سلسلة Tourenwagen Meisterschaft ‏ من خلال أودي V8. وفي عام 1993، لم تكن الشركة مستعدة لصناعة سيارات لسباق الفورميولا الجديد، وبالتالي، حولت الشركة انتباهها إلى سيارات السياحة التي تعتبر سلسلة من البطولات الوطنية. واشتركت أودي في مسابقة Supertourisme الفرنسية وSuperturismo الإيطالية. وفي السنة التالية، انتقلت أودي إلى كأس السوبر الألماني (المعروف باسم STW)، ثم إلى بطولة السيارات السياحية البريطانية (BTCC) في العام الذي يليه. سيطرت أودي علي جميع السباقات التي شاركت فيها.
منع الاتحاد الدولي للسيارات (فيا) سيارات الدفع الرباعي من المشاركة في السباق في عام 1998، وذلك بعد أن وجد صعوبة في تنظيم الكواترو التي تعمل بنظام الدفع الرباعي. وبالتالى، حولت أودي جميع الجهود المبذولة لتصنيع سيارات السباق.
وبحلول عام 2000، ستظل أودي تتنافس في الولايات المتحدة من خلال الRS4 في سباق SCCA Speed World GT Challenge، عن طريق فريق بطل السباق ضد فريق السفينة الحربية، والأفاعي، والبي ام دابليو الصغيرة (وهي واحدة من السيارات القليلة التي سمحت باستخدام ال4WD).وفي عام 2003، استخدمت RS6 في سباقات الChampion Racing, ومرة أخرى، حصلت الكواترو التي تعمل بالدفع الرباعي على أعلى المراكز، وبالتالى حصلت أودي على لقب البطولة. وعادت الشركة في عام 2004 للدفاع عن لقبها، ولكن الوافد الجديد، الكاديلاك ذات الهيكل الجديد: Omega Chassis CTS-V، أثر علي أموالهم. وبعد تحقيق أربعة انتصارات على التوالي، تعرضت الأودي للعديد من التغيرات السلبية التي أثرت تأثيرا عميقا على أداء السيارة. قررت أودي استخدام إطارات مختلفة، والحد من زيادة الضغط على الشاحن التربيني.
وفي عام 2004، بعد سنوات من التنافس بالسيارة تي تي آر من خلال فريق راسينغ أبت/ كريستيان أبت الذي فاز باللقب عام 2002 مع لوران أييلو، عادت أودي لتوجه مجهوداتها إلى صناعة سيارات السياحة التي اشتركت في سباقات جويست راسينغ، والA4 DTM.

### سيارات السباقات الرياضية

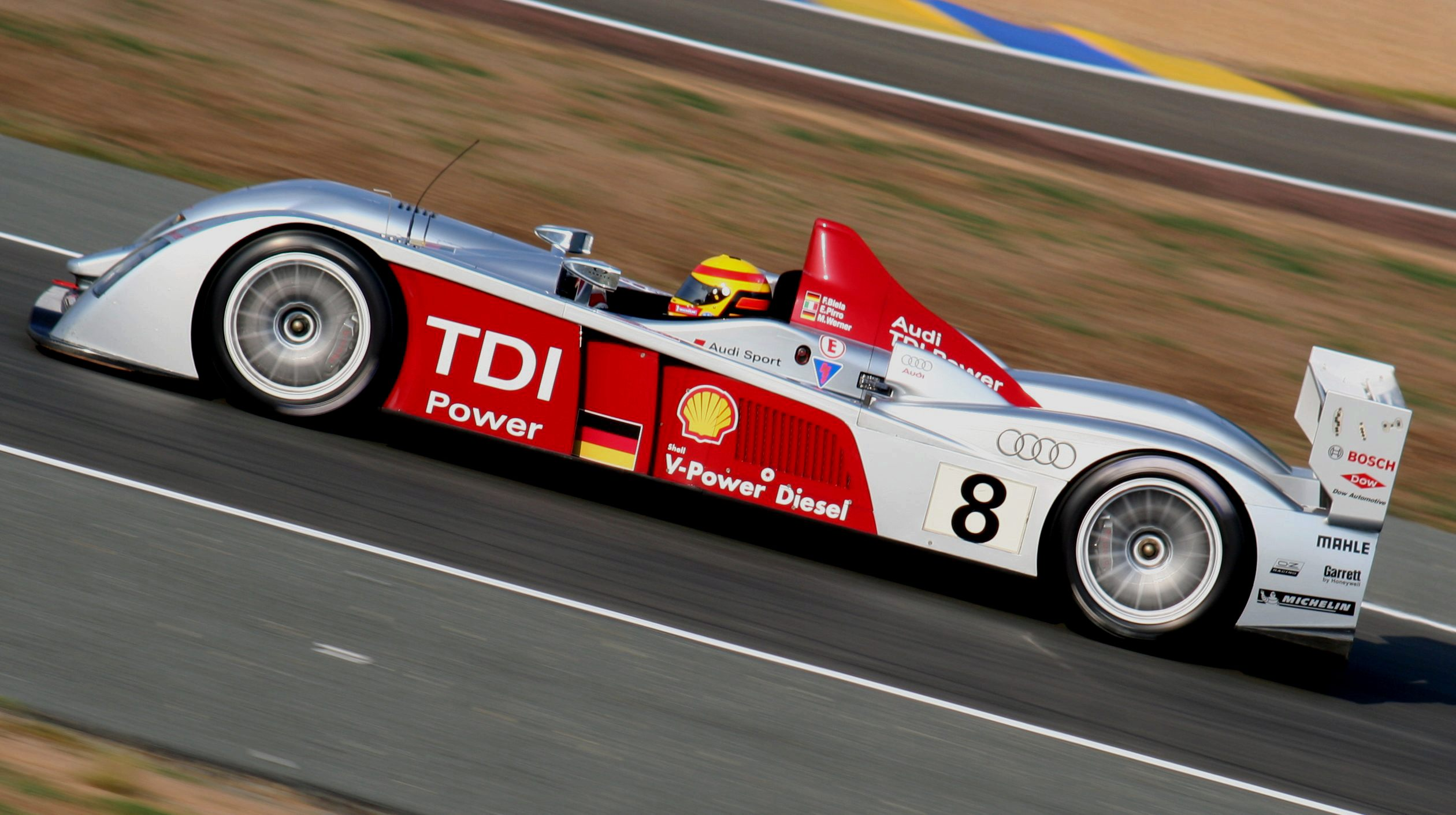
أودي R10 تي دي آي

وابتداء من عام 1999، صنعت أودي السيارة أودي R8R (نموذج الكبينة المفتوحة) وأودي R8C (السيارة ذات الكبينة المغلقة 'كوبيه' جي تي) والتي كانت تنافس سباقات السيارات الرياضية، بما في ذلك نموذج لومان في سباق 24 ساعة في لومان. ولموسم عام 2000، ركزت أودي على طراز الR8 الجديد بسبب القواعد الملائمة لنماذج الكبينة المفتوحة. فاز المصنع الذي يدعمه فريق سباقات جويست في سباق لومان ثلاث مرات على التوالي من خلال السيارة أودي R8 لعام (2000—2002)، فضلا عن الفوز في كل سباق من سباقات سلسلة لومان الأميركية في عامها الأول. كما باعت أودي السيارة إلى فرق العملاء مثل سباق الأبطال.
وفي عام 2003، نافست سيارتين من طراز بنتلي سبيد 8، مزودتين بمحركات صنعتها أودي وقادهما سائقين من جويست معارين لمجموعة فولكس فاجن، في فئة جي تي بي، وحصلتا على أعلى منصبين، في حين أن السيارة R8 حصلت على المركز الثالث في الترتيب العام، وعلى المركز الأول في فئة LMP900. عادت أودي إلى منصة التتويج في السباقات عام 2004، من خلال السيارة R8 التي حصلت على أول ثلاث مراكز: حصل فريق أودي سبورت الياباني على المركز الأول، وفريق أودي سبورت البريطاني على المرتبة الثانية، وسباقات الأبطال على المركز الثالث.
وفي سباق 24 ساعة في لومان لعام 2005، اشترك فريق سباق الأبطال بسيارتين R8، بالإضافة إلى أودي R8 التي شارك بها فريق بلاي ستيشن أوريكا. حصلت السيارات الR8 (التي صنعت لصالح الLMP900 القديم) على أضيق مدخل للهواء، وتقليل القوة، ووزن إضافي 50 كـغ (110 رطل) مقارنة بهيكل الLMP1 الحديث. وفي المتوسط، كانت الR8 أسرع بحوالي 2-3 ثانية من الباسكارولو -- جود. تمكنت السيارة R8 من الوصول إلى المركز لأول والثالث بفضل فريق من السائقين ذو الخبرة الممتازة، في حين وصل فريق ORECA إلى المرتبة الرابعة. كما أن فريق الأبطال يعد أول فريق أمريكي يفوز بسباق لومان منذ أن فاز فريق فورد جي تي بالسباق نفسه في عام 1967. وينهي هذا حقبة طويلة من سيارات الR8، ومع ذلك، فإن البديل الذي ظهر عام 2006، والذي يسمي أودي R10 تي دي آي، قد أدهش العالم في 13 ديسمبر 2005.
تحتوي الR10 على العديد من المميزات الجديدة أبرزها محرك الديزل ذات الحقن المباشر والتربو المزدوج.ويعتبر أول سباق تشارك فيه السيارة هو 12 ساعة في سيبرينغ عام 2006، وكان بمثابة تجربة تحضيرية لسباق 24 ساعة في لومان لعام 2006، والذي فازت به السيارة لاحقاً. تصدرت شركة أودي سباقات السيارات الرياضية، محققةً فوزاً تاريخياً من خلال أول سيارة تعمل بالديزل في سباق 12 ساعة في سيبرينغ. وذلك فضلا عن الفوز في سباق 24 ساعة لومان في عام 2006، كما أظهرت الR10 قدراتها من خلال الفوز على السيارة ال بيجو 908 HDi FAP في عام 2007، والفوز على البيجو مرة أخرى في عام 2008.

## التسويق

### الشعار
يتكون شعار أودي من أربع حلقات متداخلة تمثل الأربع ماركات لإتحاد السيارات. ويرمز شعار الأودي إلى اندماج الأودي مع الDKW، وهورش، وواندرار: تمثل الحلقة الأولى شركة أودي، وتمثل الثانية الDKW، وتمثل الثالثة شركة هورش، بينما تمثل الحلقة الأخيرة شركة واندرار.
وقد أدي تشابه الشعار مع الحلقات الأولمبية إلى مقاضاة اللجنة الأولمبية الدولية لأودي في المحكمة الدولية للعلامات التجارية في عام 1995.
وكجزء من الاحتفال بالذكرى المئوية لأودي في عام 2009، قامت الشركة بتحديث الشعار، وتغيير نمط الخط إلى left-aligned Audi Type، وتغيير تظليل الحلقات المتداخلة.

### الشعارات
إن شعار شركة أودي هو أودي، بمعنى «المزايا من خلال التكنولوجيا». يستخدم هذا الشعار الألماني في العديد من البلاد الأوروبية، بما في ذلك المملكة المتحدة، بالإضافة إلى أسواق أخرى مثل أمريكا اللاتينية، وأوقيانوسيا، وأجزاء من قارة آسيا بما فيها اليابان. ومنذ بضع سنوات، كان شعار الشركة في أمريكا الشمالية هو «الابتكار من خلال التكنولوجيا»، ولكن في كندا كان الشعار الألماني Vorsprung durch Technik يستخدم في الإعلانات. وفي الآونة الأخيرة، قامت أودي بتحديث الشعار ليصبح «الصدق في الهندسة» في الولايات المتحدة.

### الرعايات
تعتبر أودي شريكاً قوياً في مختلف أنواع الألعاب الرياضية. ففي كرة القدم، نجد هناك شراكات طويلة بين أودي ونوادي مختلفة مثل نادي بايرن ميونخ، وريال مدريد، وبرشلونة، وميلانو الإيطالي، وأياكس أمستردام الهولندي. كما ترعي أودي الرياضات الشتوية: سمي كأس أودي العالمي للتزلج على اسم الشركة. بالإضافة إلى ذلك، تؤيد أودي الرابطة الألمانية للتزحلق (DSV) والفرق الوطنية للتزلج في سويسرا، والسويد، وفنلندا، وفرنسا، وليختنشتاين، وإيطاليا، والنمسا، والولايات المتحدة. وعلى مدى عقدين تقريبا عززت أودي رياضة الغولف: وذلك من خلال كأس أودي كواترو ومسابقة هايبو فيرينسبانك الألمانية المفتوحة للسيدات التي تقدمها أودي. أم في الإبحار، تساهم أودي في سباق كأس القوارب وتدعم فريق لونا روسا خلال سلسلة لويس فويتون في المحيط الهادئ، كما أنها الراعي الرئيسي لسباق المراكب الشراعية Melges 20. وفضلاً عن ذلك، ترعي أودي الفرق الإقليمية ERC Ingolstadt (هوكي)، ونادي انغولشتادت 04 (كرة القدم).
وفي عام 2009، وهي السنة التي تحتفل فيها أودي بالذكرى المئوية، تنظم الشركة بطولة كأس أودي لأول مرة. وتستمر البطولة لمدة يومين، وسيتنافس فيها كل من بايرن ميونخ، وميلان، ومانشستر يونايتد الإنكليزي، وبوكا جونيورز.

### الطباعة
أنشأت أودي سانس (استنادا إلى فضاء كوني الموسعة) أصلا في عام 1997 من قبل أولي شافر من ميتاديزاين.
ثم كلفت ميتاديزاين من قبل شركة جديدة في وقت لاحق تسمى أودي تايب من تصميم بول فان دير لان وبيتر فان روزمالين من بولد منداي. وبدأ هذا النمط من الخط في الظهور في منتجات أودي لعام 2009.